# Po Leung Kukmuseum
Het Po Leung Kukmuseum is een museum in Hongkong met als onderwerp Po Leung Kuk, een Hongkongse liefdadigheidsorganisatie. 
Het is gevestigd in het hoofdkantoor van Po Leung Kuk aan de Leighton Road numero 66 in Causeway Bay, Hongkong. Het werd in 1979 opgericht, ter gelegenheid van het 100-jarige jubileum van de oprichting van de organisatie. 
In 1998 werd de expositiehal gerenoveerd en officieel heropend door de toenmalige voorzitster van het Hongkongse Departement van Justitie, Elsie Leung Oi-sie. Het huidige museum kent drie expositiehallen. Daar worden vele foto's, documenten en voorwerpen getoond die te maken hebben met Po Leung Kuk.